# Bürgle (Altheim)
Das Bürgle, auch Burg Altheim genannt, ist eine abgegangene Burg bei der Gemeinde Altheim im Landkreis Biberach in Baden-Württemberg 2700 Meter südwestlich von der Stadt Riedlingen 500 Meter südwestlich der Kirche von Altheim.
Die Herren von Altheim wurden zwischen 1127 und 1246 erwähnt, sie waren vermutlich Ministeriale der Grafen von Veringen. Die Burg ging 1291 an die Habsburger.
1358 wird sie als Burgstall bezeichnet, 1827 waren noch Reste der Ringmauer sichtbar, heute sind keine baulichen Reste der Burg mehr erhalten. Das Flurstück „Bürgele“ ist heute überbaut. Einzig der Straßenname „Auf dem Bürgele“ weist noch auf die Burg hin.